# سعود المولى
سعود المولى (مواليد سنة 25 يوليو 1953) هو كاتب وباحث ومترجم لبناني. شغِل منصب أستاذ علم الاجتماع السياسي بالجامعة اللبنانية، وهو حاليا باحث مشارك بالمركز العربي للأبحاث ودراسة السياسات، ومدير وحدة ترجمة الكتب.

## مسيرته
وُلد في لبنان عام 1953، درس في ثانوية الحدادين طرابلس، ثم الطريق الجديدة بيروت وتخرج منها عام 1969. حصل على درجة البكالوريوس من الجامعة اللبنانية عام 1977، ثم على درجة الدكتوراه في الحضارة الإسلامية والدراسات الإسلامية من جامعة السوربون بباريس سنة 1984.

## أعماله
كتب
- 1990: الأمير شكيب أرسلان بنو معروف، أهل العروبة والإسلام
- 1996: الحوار الإسلامي المسيحي - ضرورة المغامرة
- 1999: خريف الأمم المتحدة
- 2000: من حسن البنا إلى حزب الوسط: الحركة الإسلامية وقضايا الإرهاب والطائفية
- 2003: الوحدة الإسلامية والأخوة الدينية وتوحيد المذاهب، بالاشتراك مع زهير الشاويش
- 2008: طريق ذات الشوكة: الشيعة اللبنانيون في تبلور وعيهم الوطني
- 2009: أميركا ديمقراطية الاستبداد (دراسة في علم الاجتماع السياسي)
- 2011: اليمن السعيد وصراعات الدين والقبلية
- 2012: الجماعات الإسلامية والعنف: موسوعة الجهاد والجهاديين
- 2012: في الحوار والمواطنة والدولة المدنية
- 2014: إيران والعالم العربي لبنان نموذجا
- 2015: الحوثيون واليمن الجديد: صراع الدين والقبيلة والجوار
- 2016: السلفية والسلفيون الجدد: من أفغانستان إلى لبنان
- 2017: الإخوان وسيّد قطب
- 2017: الإخوان والجيش
- 2018: من فتح إلى حماس: البدايات الإخوانية والنهايات الوطنية
- 2020: علم اجتماع الدين

ترجمات
- 1988: أفول الماركسية، بالاشتراك مع نظير جاهل، ترجمة لكتاب لوسيو كوليتي
- 2008: مدخل إلى علم اجتماع العلوم والمعارف العلمية، ترجمة لكتاب ميشيل دوبوا
- 2009: البحث عن التاريخ والمعنى في الدين، ترجمة لكتاب ميرتشا إلياده
- 2009: الإسلام الأسس، بالاشتراك مع نجوان نور الدين، ترجمة لكتاب كولن تورنر
- 2015: السياسة الشيعية العابرة للأوطان: الشبكات الدينية والسياسية في الخليج، ترجمة لكتاب لورنس لويير
- 2016: الإسلام الحنبلي، ترجمة لكتاب جورج مقدسي
- 2018: الأمة والدين: وجهات نظر حول أوروبا وآسيا"، ترجمة بالاشتراك مع محمود حداد
- 2018: مدخل إلى علم اجتماع المخيال: نحو فهم الحياة اليومية، بالاشتراك مع محمد عبد النور، لكتاب فالنتينا غراسي
- 2020: نظام الأشياء: التفكير في ما بعد الحداثة، ترجمة بالاشتراك مع رنا دياب، لكتاب ميشيل مافيزولي
- 2021: العالم العربي في ألبومات تان تان، ترجمة لكتاب لوي بلين